# Лорел (Флорида)
Лорел (англ. Laurel) — переписна місцевість (CDP) в США, в окрузі Сарасота штату Флорида. Населення — 12 186 осіб (2020).

## Географія
Лорел розташований за координатами 27°8′41″ пн. ш. 82°27′42″ зх. д. / 27.14472° пн. ш. 82.46167° зх. д. (27.144641, -82.461790).  За даними Бюро перепису населення США в 2010 році переписна місцевість мала площу 15,77 км², з яких 13,22 км² — суходіл та 2,54 км² — водойми.

## Демографія
Згідно з переписом 2010 року, у переписній місцевості мешкала 8171 особа в 4160 домогосподарствах у складі 2447 родин. Густота населення становила 518 осіб/км².  Було 5482 помешкання (348/км²).
Расовий склад населення:
| - 94,3 % — білих - 2,2 % — чорних або афроамериканців - 1,1 % — азіатів - 0,2 % — корінних американців |

До двох чи більше рас належало 1,6 %. Частка іспаномовних становила 2,4 % від усіх жителів.
За віковим діапазоном населення розподілялося таким чином: 12,1 % — особи молодші 18 років, 50,6 % — особи у віці 18—64 років, 37,3 % — особи у віці 65 років та старші. Медіана віку мешканця становила 58,1 року. На 100 осіб жіночої статі у переписній місцевості припадало 94,0 чоловіків;  на 100 жінок у віці від 18 років та старших — 91,3 чоловіків також старших 18 років.
Середній дохід на одне домашнє господарство  становив 69 000 доларів США (медіана — 51 118), а середній дохід на одну сім'ю — 90 114 долари (медіана — 75 982). Медіана доходів становила 45 586 доларів для чоловіків та 40 985 доларів для жінок. За межею бідності перебувало 7,4 % осіб, у тому числі 4,3 % дітей у віці до 18 років та 6,7 % осіб у віці 65 років та старших.
Цивільне працевлаштоване населення становило 3797 осіб. Основні галузі зайнятості: освіта, охорона здоров'я та соціальна допомога — 21,0 %, роздрібна торгівля — 15,9 %, мистецтво, розваги та відпочинок — 12,9 %, фінанси, страхування та нерухомість — 11,9 %.